# Kovářská
Kovářská, bis 1947 Schmiedeberg/Šmídeberk, ist eine Minderstadt im Okres Chomutov, Tschechien.

## Geographie

### Geographische Lage
Kovářská befindet sich auf dem Kamm des mittleren Erzgebirges am Oberlauf des Černá voda (Schwarzwasser), südwestlich des 965 Meter hohen Velký Špičák.

### Nachbarorte
| Vejprty (Weipert)                          | Kryštofovy Hamry (Christophhammer)          |                                    |
| Loučná pod Klínovcem (Böhmisch Wiesenthal) | Kompassrose, die auf Nachbargemeinden zeigt | Kryštofovy Hamry (Christophhammer) |
|                                            | Perštejn (Pürstein)                         | Měděnec (Kupferberg)               |

## Geschichte

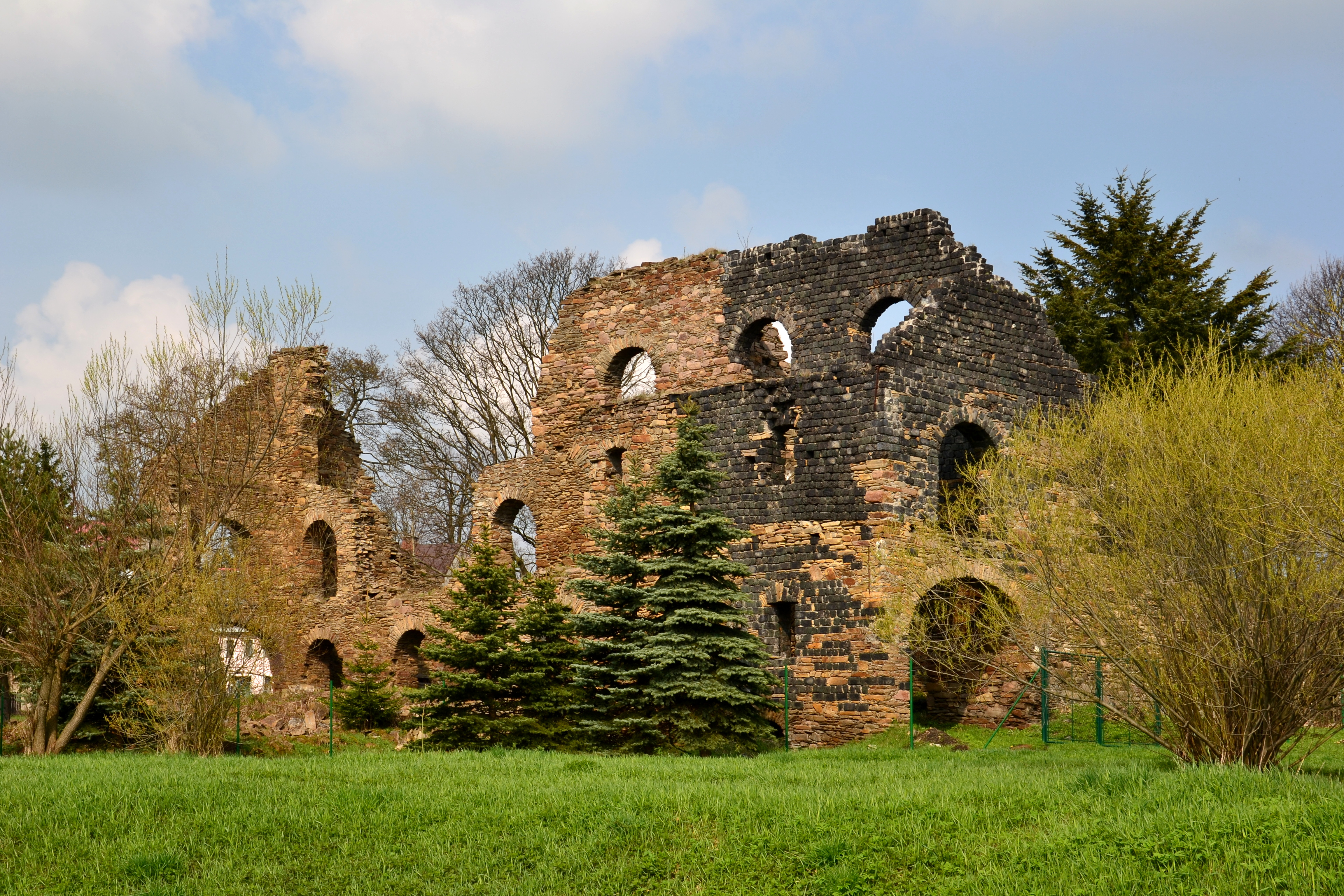
Ruinen des Holzkohlelagers des ehemaligen Eisenwerkes

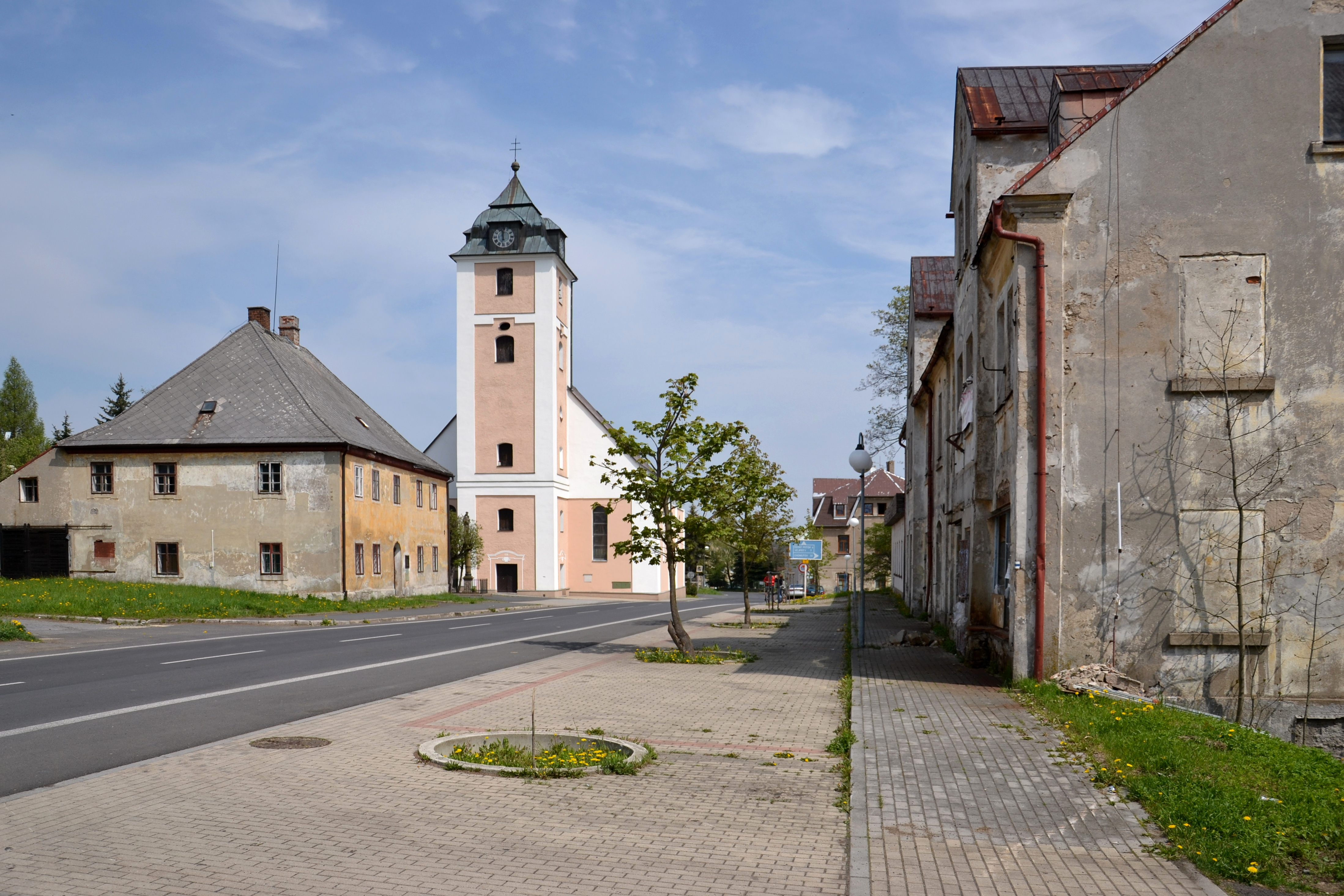
Zentrum von Kovářská mit Kirche Erzengel Michael

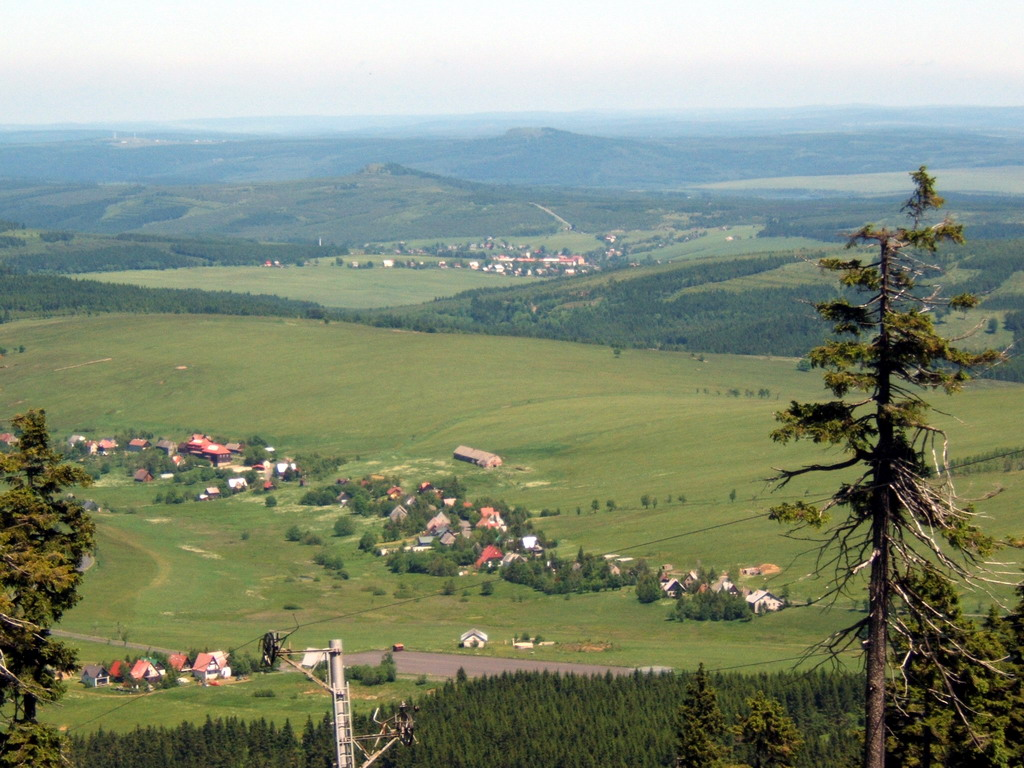
Blick vom Klínovec auf Kovářská (im Hintergrund)

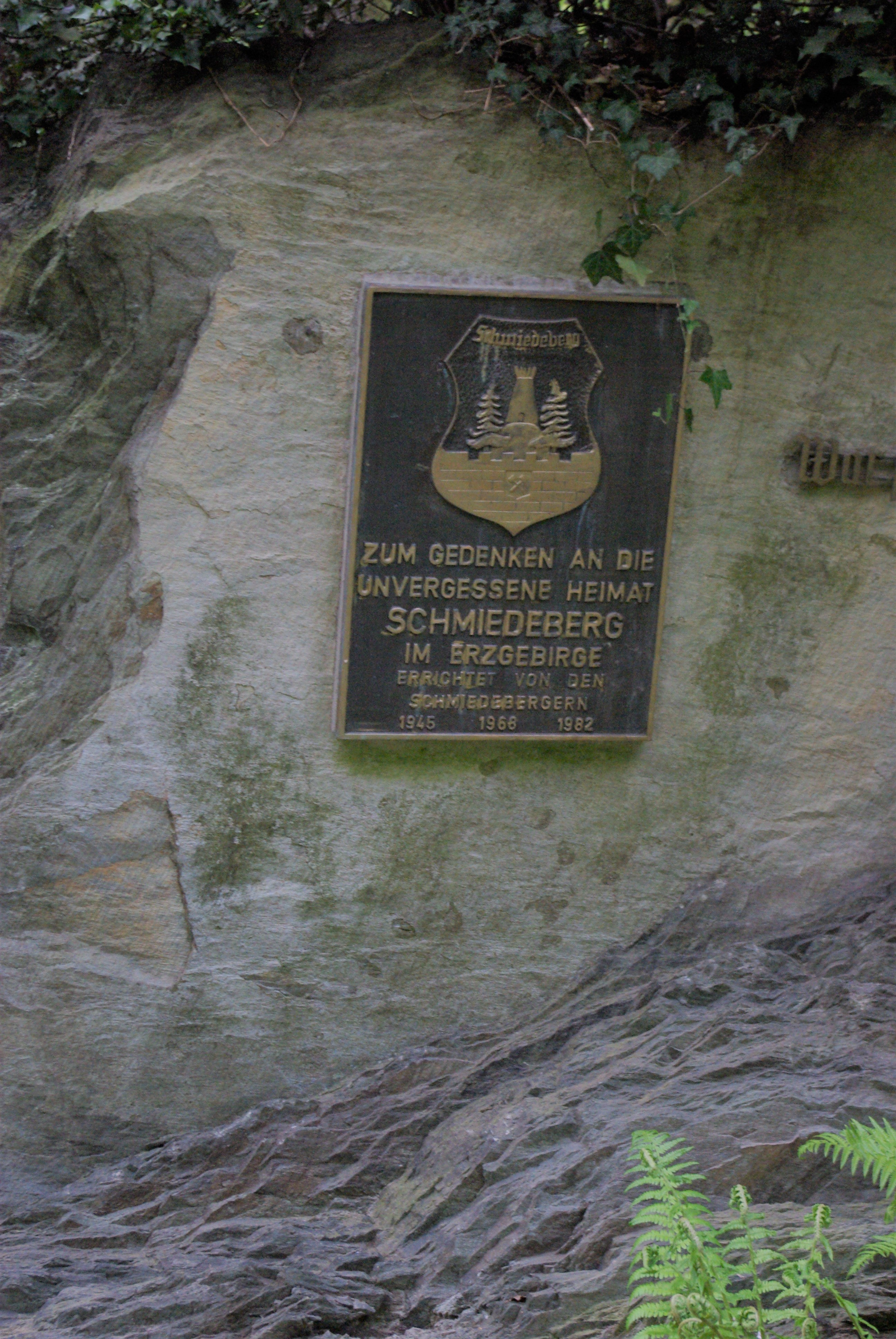
Gedenkstätte von Schmiedeberger Einwohnern in Kronberg im Taunus

Der Marktflecken Schmiedeberg entstand im 14. Jahrhundert und war lange Zeit vom Bergbau (Eisenerz) geprägt. Das Eisenwerk in Schmiedeberg befand sich 1621 im Besitz der Dorothea Schindler von Hohenwald und Puschhof, der Frau des Preßnitzer Königlichen Amtshauptmannes Samson Schindler von Hohenwald und Puschhof. Im März 1641 kam es auf der „Schwedenheide“ bei Schmiedeberg zu einem Gefecht, das im Zusammenhang mit der Schlacht bei Preßnitz am gleichen Tag stand. Dabei sollen auf der Schwedenheide 850 schwedische Reiter umgekommen sein. Noch um 1910 fand man dort Waffen. Durch den hier geborenen Oswald Hofmann (1890–1982) wurde das „Denkmal an der Schwedenheide“, ein Gedenkstein mit Bronzeplatte errichtet. Der Stein ist noch vorhanden, aber die Bronzeplatte wurde gestohlen.
Im 18. Jahrhundert waren in der Gegend Hochöfen im Einsatz, deren Befeuerung mit Holzkohle zu einer massiven Abholzung der Wälder in der näheren Umgebung führte. 1872 erhielt Schmiedeberg an der Bahnstrecke Komotau–Weipert einen Bahnhof. Dadurch ergaben sich neue wirtschaftliche Möglichkeiten, die zu einer für die kleine Stadt ungewöhnlichen Industrialisierung führten. 1868 gründeten Anton Elster und Franz Schröter eine Baumwollwarenfabrik. Sie betrieben die erforderlichen Maschinen mit Wasserkraft, beleuchteten das Werk mit Gas, das in einer eigenen „Ölgasanstalt“ erzeugt wurde. 
Im Jahr 1905 entstand auf dem Gelände des Schmiedeberger Eisenwerks eine Fischkonservenfabrik, 1910 in der Nähe des Bahnhofs eine weitere. 1909 kam die Buchdruckerei Albert Ritschel hinzu, die nach dem Ersten Weltkrieg eine Setzerei, eine Buchbinderei, eine eigene Stereotypie und eine elektrische Walzengußanstalt beinhaltete. Ritschel trieb seine Maschinen durch acht Elektromotoren von zusammen 15 PS an. 1910 begann Karl Klotz mit der industriellen Erzeugung von Knöpfen. Er produzierte Damen-Mode-Knöpfe aus Metall und Zelluloid, Stoffknöpfe aller Arten, Hosenknöpfe, Spangen, Schließen und Aufputzartikel aus Metall, Zelluloid und Gelatine. 1914 gründete Vinzenz Päckert Jr. eine Werkstatt für Maschinen- und Werkzeugbau.

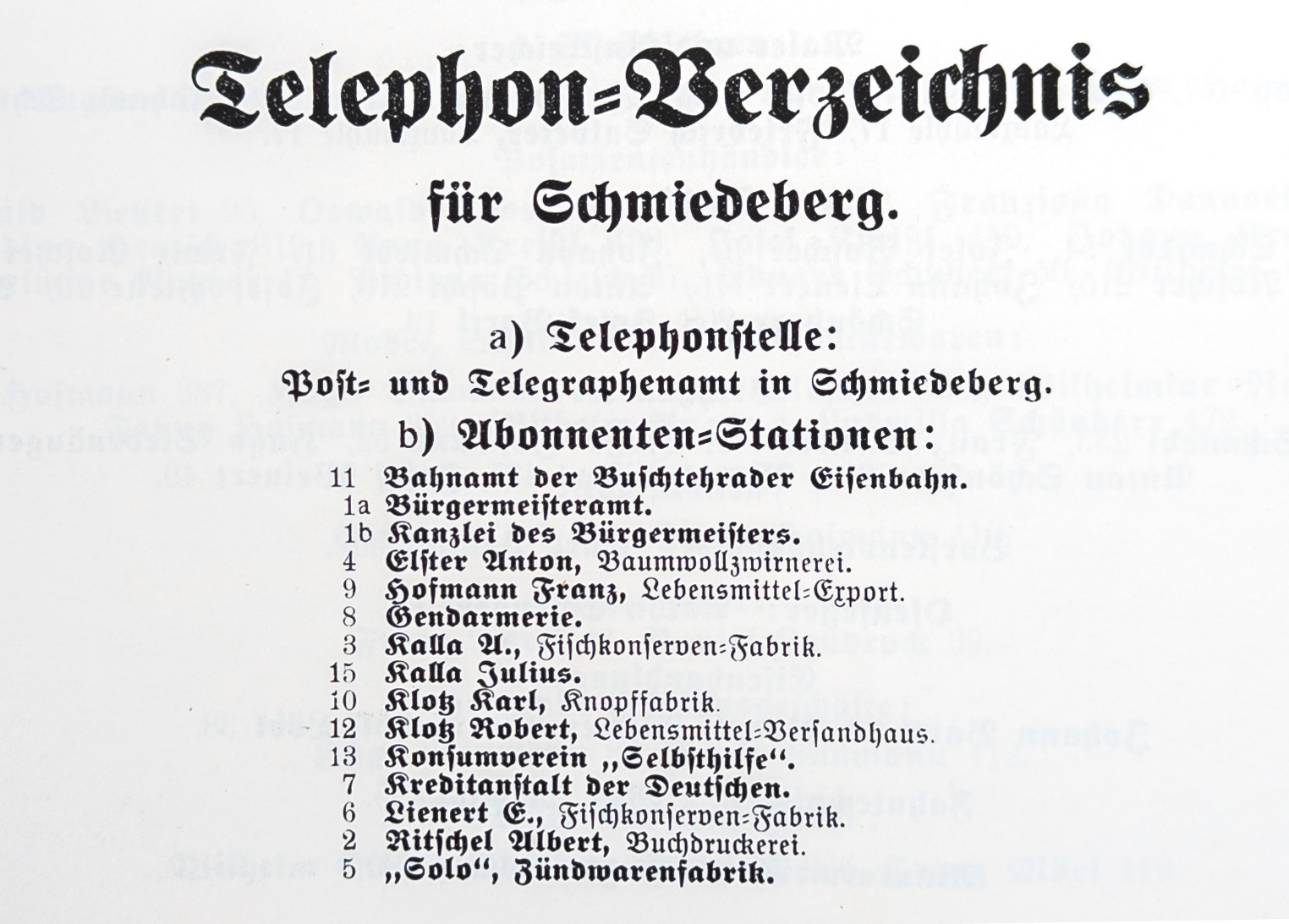
Telefone in Schmiedeberg 1923

Im Oktober 1929 sorgte die Druckerei Schönherr in Schmiedeberg für Schlagzeilen in der Pilsener, Prager und Österreichischen Presse: Die Staatsanwaltschaft stellte einen lithografischen Stein zur Herstellung gefälschter Wertpapiere, so genannter Staatsbaulose sicher.
1932 bewarb der Deutsche Landesverband für Fremdenverkehr in Böhmen die damals tschechoslowakische Kleinstadt als „Sommerfrische auf dem Kamme des Erzgebirges“. Nach der Annexion des Sudetenlandes durch die Wehrmacht im Oktober 1938 lebten in Schmiedeberg und dem angeschlossenen Ortsteil Lauxmühle 4191 Einwohner, in der Mehrzahl Deutschböhmen.

### Luftkrieg
Am 11. September 1944 stürzte im Zusammenhang mit einer der größten Luftschlachten des Zweiten Weltkrieges ein amerikanischer B-17 Bomber mitten im Ort ab. Sein Heck landete auf dem Gebäude der Schule. 1994 wurde diese nach dem damals ums Leben gekommenen Bordschützen Sgt. J.C. Kluttz umbenannt. Ein kleines Museum dokumentiert den Einfluss der Luftschlacht auf den Ort. Ein Zeitzeuge, damals ein kleiner Junge, schrieb 2011 rückblickend über den Absturz 1944:
Nach dem Zweiten Weltkrieg wurden die deutschen Einwohner vertrieben. Einer von ihnen lieferte dem Nationalausschuss die Idee für den tschechischen Ortsnamen: Angelehnt an Kovář, „der Schmied“, hieß Schmiedeberg seitdem tschechisch Kovářská.

### Fischfabrik Kalla

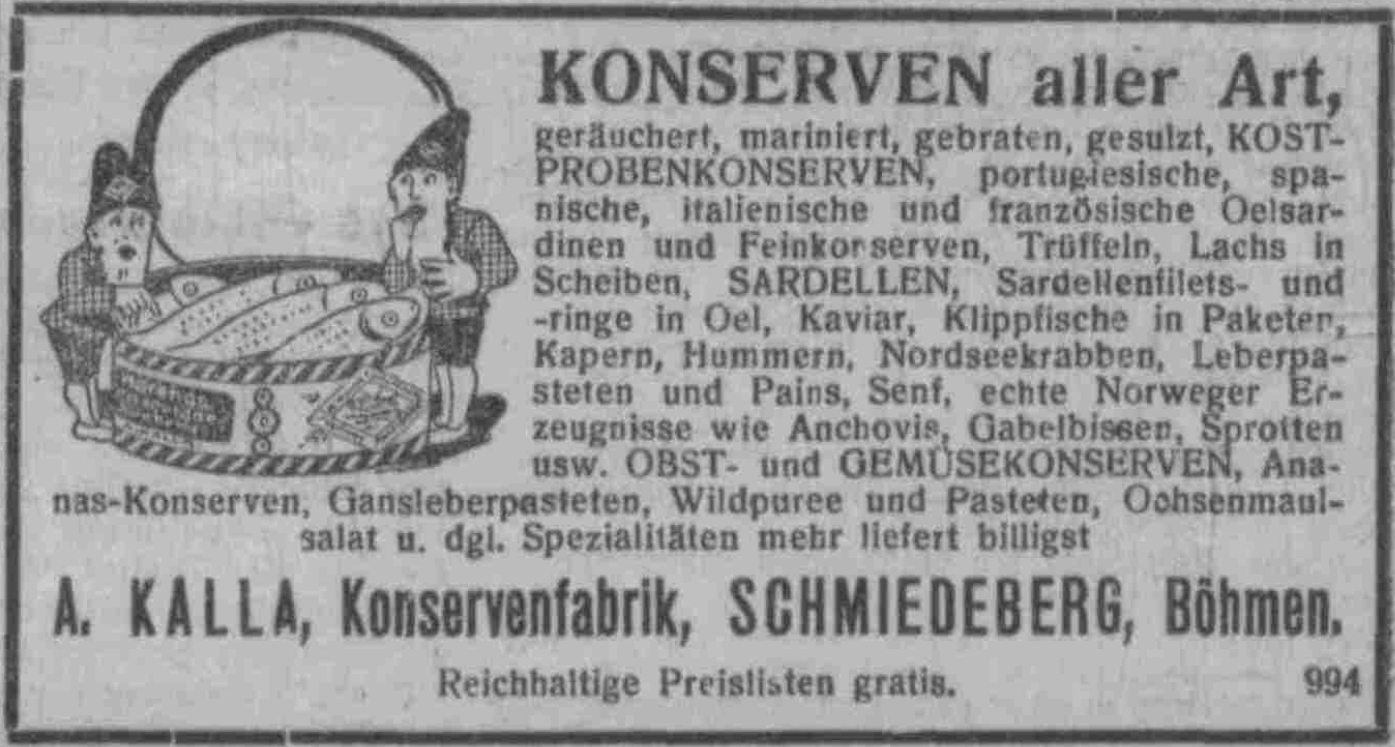
Werbung der Konservenfabrik Kalla, Schmiedeberg, 1924

Der Begründer der Fisch-Industrie in Schmiedeberg war der in Selz bei Prag geborene Anton Kalla (1848–1912). Kalla hatte Reisen, u. a. an die Nordsee hinter sich und sah im Fisch ein universelles Nahrungsmittel. Er besaß in Schmiedeberg einen kleinen Kaufladen, den er 1877 erweiterte, zunächst um den Lebensmittelexport; später verkaufte er auch Fischkonserven, Räucherfische und Kaviar. 1888 experimentierte Kalla damit, Fischkonserven selbst herzustellen. Im Jahr 1900 erbaute er dazu eine eigene Räucherei, 1910 eine große Fabrikanlage in unmittelbarer Nähe zum Bahnhof. Die Konservierung der Fische erfolgte durch Einsalzen, Räuchern und Marinieren. Die Blechdosen stellte Anton Kalla im eigenen Werk her. Nach seinem Tod im Jahr 1912 übernahm sein Sohn Julius Kalla das Unternehmen. 1916 bekam die Fabrik ein eigenes Postamt.
In den 1920er Jahren begann der Betrieb zu expandieren. Es entstanden „Kalla“-Fischkonservenfabriken in Oderberg in Schlesien, Temeschburg und Konstanza in Rumänien sowie eine Handelsniederlassung in der Prager Innenstadt.
1943, so berichtet eine Chronik der Stadt aus demselben Jahr, beschäftigte der Betrieb Kallas in Schmiedeberg 400 Mitarbeiter, verarbeitete jährlich 2.500 Tonnen Rohfisch, 300 t Zwiebeln, 130 t Salz, 300 t Gurken und 200.000 Liter Essig. Zusammen mit der kleineren Fischfabrik E. Lienert in Schmiedeberg bekam Kalla 280 Waggon Fisch pro Jahr geliefert, vorwiegend Hering. Die Metallabteilung des Betriebs stellte jährlich eine Million Dosen her. Kallas Werbespruch lautete: „Jedes Kind, jeden Tag einen Bückling“.

### Einwohnerentwicklung
| Jahr | Einwohnerzahl |
| ---- | ------------- |
| 1869 | 2.942         |
| 1880 | 3.467         |
| 1890 | 3.944         |
| 1900 | 4.159         |
| 1910 | 4.443         |

| Jahr | Einwohnerzahl |
| ---- | ------------- |
| 1921 | 3.998         |
| 1930 | 4.297         |
| 1950 | 2.122         |
| 1961 | 1.636         |
| 1970 | 1.343         |

| Jahr | Einwohnerzahl |
| ---- | ------------- |
| 1980 | 1.614         |
| 1991 | 1.425         |
| 2001 | 1.401         |
| 2011 | 1.106         |

## Kultur und Sehenswürdigkeiten

### Museen
- Museum der Luftschlacht über dem Erzgebirge am 11. September 1944

### Bauwerke
- Pfarrkirche – „Erzengel Michael“
- Markuskapelle – „Markössenherrgott“
- Ruinen des Kalkwerks Schmiedeberg (vor 1831)
- Ruine des Holzkohlelagers (19.Jh.?) des ehemaligen Eisenwerkes der Dorothea Schindler von Hohenwald und Puschhof (17. Jh.)

## Persönlichkeiten
- Benedict Schmiedel (um 1570–1654), Förster, kaiserlicher Hammerherr und Verwalter
- Oswald Hofmann (1890; † 1982 München), Professor, Künstler, Bildhauer. Schöpfer des „Denkmals an der Schwedenheide“/„Pomnik z Rašeliniště smrti“ (ehem. Inschrift der gestohlenen Bronzetafel im Gedenkstein: „Schwedengrab 1641 Totenheide“)[16] in Schmiedeberg und des Kriegerdenkmales für die Gefallenen des Ersten Weltkrieges auf dem ehemaligen Preßnitzer Friedhof der Nikolaikirche. Das letztere Denkmal wurde restauriert und um 1974 auf das Gemeinschaftsgrab der Verstorbenen von Preßnitz, Reischdorf und Dörnsdorf auf dem Weiperter Waldfriedhof umgesetzt. Siehe auch: Prager Secession#Mitglieder. Die „Totenheide“ mit dem Gedenkstein befindet sich an der Straße kurz vor dem Ortseingang von Böhmisch Hammer (České Hamry) bei Weipert.[17]
- Anton Anger (1929–2013), österreichischer Unternehmer und Erfinder